# Cocoșești, Alba
Cocoșești este un sat în comuna Avram Iancu din județul Alba, Transilvania, România.